# Cloniophorus lujae
Cloniophorus lujae är en skalbaggsart som beskrevs av Louis Burgeon 1931. Cloniophorus lujae ingår i släktet Cloniophorus och familjen långhorningar. Inga underarter finns listade i Catalogue of Life.